# Saccopharynx berteli
Saccopharynx berteli is een straalvinnige vissensoort uit de familie van pelikaanalen (Saccopharyngidae). De wetenschappelijke naam van de soort is voor het eerst geldig gepubliceerd in 2000 door Tighe & Nielsen.